# Дні Пінзеля
Дні Пінзеля — культурно-мистецький фестиваль у Бучачі, покликаний привернути увагу до мистецької спадщини та поширювати інформацію про творчість відомого скульптора Йогана Георга Пінзеля.

## 2016 рік
Перший фестиваль відбувся 3—5 червня 2016 року.
Відкриття Днів Пінзеля відбулося 3 червня о 18.00 в бучацькому парафіяльному костелі Внебовзяття Пресвятої Діви Марії. Того самого дня — концерт академічного камерного оркестру «Harmonia Nobile» (м. Івано-Франківськ, художній керівник Наталія Мандрика).
4 червня відбулися: наукова конференція, літературна екскурсія по Бучачу, екскурсія в с. Рукомиш до фігури св. Онуфрія, відкриття виставки про Пінзеля, лекція Лариси Разінкової-Возницької «Пінзель» (за матеріалами Бориса Возницького), літературна зустріч із Володимиром Єшкілєвим, концерт колективу музики бароко Львівської національної музичної академії імені Миколи Лисенка (керівник — Анна Іванющенко) та лауреата міжнародних конкурсів Назарія Пилатюка в супроводі камерного ансамблю.
5 червня: літературна екскурсія по Бучачу, святкова Літургія за митців, науковців, учасників «Днів Пінзеля» (с. Рукомиш), лекція Володимира Бевза та Миколи Бевза (Церква Святої Покрови), літературна зустріч із Євгенією Кононенко (м. Київ), закриття, концерт інструментального ансамблю «Опус».
До складу оргкомітету увійшли:
- Василь Бабала — підприємець, громадський діяч, голова кооперативу «Іскра»,
- Володимир Бевз — архітектор-реставтатор,
- Микола Бевз — учений, архітектор, педагог, громадський діяч,
- Роман Василик — художник, іконописець, педагог,
- Віктор Гребеньовський — музикант, координатор Днів Пінзеля в м. Бучачі,
- Андрій Ковалко — начальник відділу культури, національностей, релігій і туризму Бучацької РДА,
- Антон Лучка — бучачанин,
- Михайло Лучка — учений, бізнесмен, громадський діяч,
- Мар'яна Максим'як — засновниця, програмна директорка, кураторка літературного центру ім. Агнона,
- Йосиф Мосціпан — міський голова м. Бучача,
- Ігор Пилатюк — скрипаль, диригент, педагог і музикознавець
- Дмитро Садовий — архітектор, дизайнер,
- Михайло Станкевич — мистецтвознавець, педагог, громадський діяч,
- Віталій Фреяк — голова Бучацької районної ради.